# Форт-Нокс
Форт-Нокс (англ. Fort Knox) — военная база США, находится почти в центре военного городка Форт-Нокс в 30 милях к юго-западу от Луисвилла (штат Кентукки) и занимает площадь в 44 тыс. га (440 км²). В настоящее время принадлежит американской армии (место дислокации 100-й учебной дивизии), а до 2010 года использовалась главным образом в качестве школы танкистов. В период с 2005 по 2010 год Танковая школа Армии США была переведена из Форт-Нокса на базу Форт-Беннинг.

## Хранилище золотого запаса США
Также на территории базы расположено существующее с 1936 года хранилище золотых запасов США, где хранится 147,34 млн тройских унций золота в слитках (4177 тонн). Оно занимает второе место в Соединенных Штатах, уступая лишь Федеральному резервному банку Нью-Йорка, хранящему около 5000 тонн, золота многих иностранных государств, центральных банков и официальных международных организаций.
Золотое хранилище считается одним из самых защищённых в мире: его стены состоят из гранита, покрытого слоем бетона, а вход защищает дверь массой в 22 тонны. Для того, чтобы открыть дверь, необходимо знать код, который разделён на части между несколькими людьми, полностью его никто не знает. На случай нападения предусмотрена автономная система жизнеобеспечения и электроснабжения, также включающая в себя запасы продовольствия и воды. Защищённость комплекса настолько велика, что на хранение в Форт-Нокс во времена Второй мировой войны были помещены такие исторически значимые вещи, как королевские регалии Великобритании и Великая хартия вольностей.